# Lora Anne Criswell
Lora Anne Criswell (Colorado, 10 novembre 1985) è un'attrice statunitense.
Ha debuttato al cinema all'età di 12 anni recitando la versione giovane di Nicole Kidman nel film Amori & incantesimi del 1998.
Ha in seguito preso parte nel film Mockingbird Don't Sing del 2001.

## Filmografia
- Amori & incantesimi (1998)
- Mockingbird Don't Sing (2001)